# فخری خوروش
فخری خوروش (۱۰ خرداد ۱۳۰۸ – ۲۰ خرداد ۱۴۰۲) بازیگر اهل ایران بود. نخستین تجربهٔ بازیگری او، حضور در نمایش دست‌های آلوده اثر ژان-پل سارتر بود که مورد استقبال قرار گرفت. او یکی از معدود بازیگران زنی بود که پس از انقلاب ۱۳۵۷ نیز به فعالیت خود در ایران ادامه داد. او پس از انقلاب در تلویزیون نیز به فعالیت پرداخت و نقش ملک‌جهان خانم را در سریال تاریخی امیرکبیر (۱۳۶۳–۱۳۶۴) بازی کرد. او در اوایل دههٔ ۱۳۸۰ از بازیگری فاصله گرفت و در سال ۱۳۸۵ به ایالات متحده نقل مکان کرد.

## زندگی
فخری خوروش در ۱۰ خرداد ۱۳۰۹ در کرمانشاه به دنیا آمد. او سریعاً تحصیل را در ۱۶ سالگی، به اتمام رساند. پس از پایان تحصیل در دانشسرا، با اینکه هدفش تحصیلات عالیه در رشته پزشکی بود، برای چندین سال به‌عنوان معلم مشغول به کار بود و توسط انجمن جامعه لیسانس‌ها برای بازیگری در تئاتر انتخاب شد. او سپس با نمایش دست‌های آلوده اثر ژان-پل سارتر به روی صحنه رفت که برای آن مورد استقبال قرار گرفت.
او از سال ۱۳۳۹ تا ۱۳۵۶ در تله‌تئاترهای بسیاری به ایفای نقش پرداخت. نخستین حضور او در سینما مربوط به برای تو (۱۳۳۴) به کارگردانی صادق بهرامی بود. یکی از تماشاگران نمایش‌های خوروش، فرخ غفاری بود که به‌تازگی تحصیلات سینمایی‌اش را در فرانسه به اتمام رسانده بود و برای ساختن فیلم‌های متفاوت در سینمای ایران به دنبال بازیگران مناسب می‌گشت. او در این جستجو، خوروش را انتخاب کرد و در فیلم جنوب شهر (۱۳۳۷) از بازی او استفاده کرد. اما این فیلم توقیف شد و در سال ۱۳۴۲ با اعمال سانسور و با نام جدید رقابت در شهر به نمایش درآمد.
خوروش که به واسطهٔ فعالیت‌های هنری‌اش خود را از آموزش و پرورش به وزارت فرهنگ و هنر منتقل کرده‌بود، توسط ادارهٔ جدیدش مأموریت پیدا کرد برای تلویزیون تله‌تئاتر بازی کند. اولین نمایشنامهٔ تلویزیونی او که در آن به ایفای نقش پرداخت مارگریت نام داشت. او در تلویزیون به مدت ۱۰ سال هر هفته یک نمایشنامهٔ زنده ارائه کرد و در این مسیر در کنار سایر هنرپیشگان و اهالی تئاتر آن زمان نظیر عزت‌الله انتظامی، بهروز وثوقی، محمدعلی کشاورز، جمیله شیخی، جمشید لایق، اسماعیل داورفر، داوود رشیدی، جعفر والی، حسین کسبیان، مهین شهابی، جمشید مشایخی، علی نصیریان، اسماعیل شنگله، پرویز فنی‌زاده، منوچهر فرید، نصرت پرتوی، اسماعیل محرابی، خسرو شجاع‌زاده، فرزانه تأییدی و آذر فخر در خلق آثاری ارزنده مشارکت داشت.
فخری خوروش از اواخرِ دههٔ ۱۳۴۰، با موج نوی سینمای ایران بارِ دیگر به سینما بازگشت و در فیلم‌هایی بازی کرد که برخی از مهم‌ترین فیلم‌های موج نو به‌شمار می‌آیند؛ از جمله آقای هالو (داریوش مهرجویی)، نفرین (ناصر تقوایی)، شازده احتجاب (بهمن فرمان‌آرا)، شطرنج باد (محمدرضا اصلانی) و سوته‌دلان (علی حاتمی).
پس از وقوع انقلاب ۱۳۵۷، نام او برای احضار به دادگاه در روزنامه اعلام نشد. او پیش از انقلاب هرگز در سریال‌های تلویزیونی بازی نکرد، اما در سال‌های بعد از انقلاب در مجموعه‌های تلویزیونی متعددی بازی کرد که از آن جمله می‌توان به امیرکبیر و بازی در نقش مهدعُلیا، مادر ناصرالدین شاه، اشاره کرد که از به‌یادماندنی‌ترین نقش‌آفرینی‌های وی بوده است. وی در سریال‌های امام علی و پهلوانان نمی‌میرند نیز بازی کرد و در آخرین اثر سینمایی‌اش در فیلم یک بوس کوچولو (بهمن فرمان‌آرا)، در سکانس پایانی حضوری مؤثر را رقم زد. در سال ۲۰۱۰، در سومین دوره جشنواره فیلم‌های ایرانی سانفرانسیسکو از خوروش برای ۵۰ سال فعالیت هنری تقدیر شد.
همسر اول او جواد اسودی نام داشت که معلم بود و در سال ۱۳۲۷ با او ازدواج کرد. خوروش بعد از جدایی از او با شاپور شیبانی (برادر جمشید شیبانی) ازدواج کرد.
خوروش از سال ۱۳۸۴ به ایالات متحده آمریکا مهاجرت کرد. در سال ۲۰۱۸، خودزندگی‌نامه‌ای از او با نام زندگی روی صحنه به چاپ رسید. او ۲۰ خرداد ۱۴۰۲ در بیمارستانی در لس آنجلس درگذشت.
خوروش در مصاحبه‌ای با انتقاد از مردسالاری در ایران گفته بود: «در مورد خود من هم اتفاقاتی افتاد که متأسفانه نمی‌توانم بگویم و با من باید به گور برود.»

## فیلم‌شناسی

### سینمایی

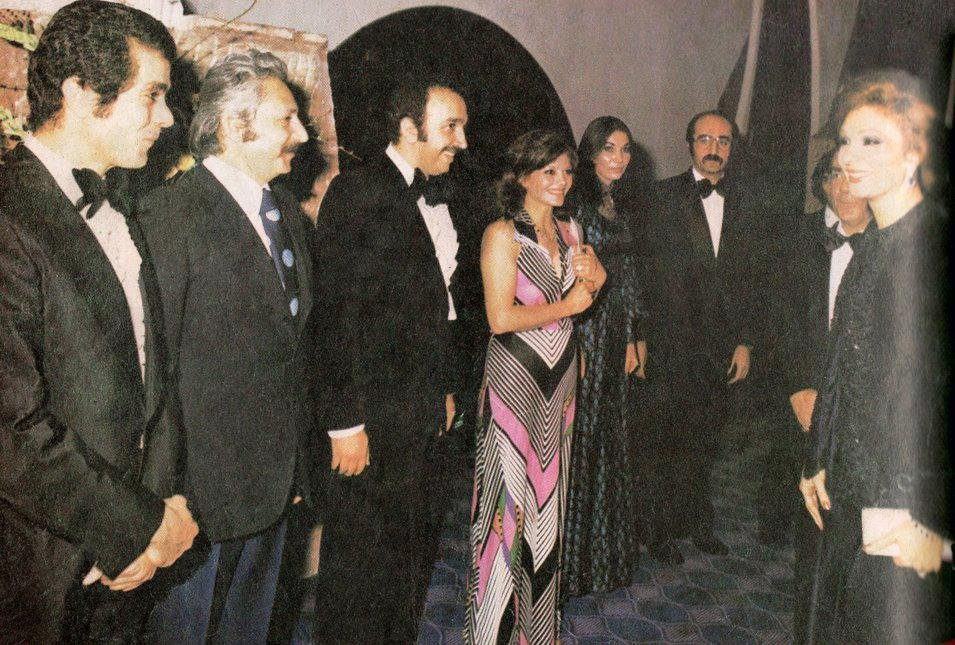
از چپ: بهروز وثوقی، جمشید مشایخی، بهمن فرمان‌آرا، فخری خوروش، پروانه معصومی و کامران شیردل در دیداری با فرح دیبا، ملکه ایران

| سال ساخت | نام فیلم             | نقش            | کارگردان                       |
| -------- | -------------------- | -------------- | ------------------------------ |
| ۱۳۸۳     | یک بوس کوچولو        | ژاله           | بهمن فرمان‌آرا                  |
| ۱۳۸۲     | تارا و تب توت فرنگی  | مادر تارا      | سعید سهیلی                     |
| ۱۳۸۰     | مه‌بانو               |                | مجید بهشتی                     |
| ۱۳۷۷     | مردی از جنس بلور     | مادر رضا       | سعید سهیلی                     |
| ۱۳۷۷     | محبوبه               | عزیز           | احمد حسنی‌مقدم                  |
| ۱۳۷۴     | شیرین و فرهاد        | مادر فرهاد     | رحیم رحیمی‌پور                  |
| ۱۳۶۵     | بگذار زندگی کنم      | -              | شاپور قریب                     |
| ۱۳۶۴     | ستاره دنباله‌دار      |                | سیروس کاشانی‌نژاد               |
| ۱۳۶۴     | تفنگ شکسته           | -              | مهدی معدنیان                   |
| ۱۳۶۳     | صاعقه                | مادر حسن       | سید ضیاءالدین دری              |
| ۱۳۶۳     | تاراج                | بیگم           | ایرج قادری                     |
| ۱۳۶۲     | ملخ‌زدگان             | خاله قمر       | ناصر محمدی                     |
| ۱۳۶۲     | مترسک                | استر خانم      | حسن محمدزاده                   |
| ۱۳۶۲     | زخمه                 | اقدس           | خسرو ملکان                     |
| ۱۳۶۱     | قرنطینه              | مادر رامین     | مسعود اسداللهی                 |
| ۱۳۶۱     | دادا                 | -              | ایرج قادری                     |
| ۱۳۶۰     | گرداب                | اقدس           | حسین دوانی                     |
| ۱۳۵۹     | پنجمین سوار سرنوشت   | بگُم            | سعید مطلبی                     |
| ۱۳۵۷     | پرواز در قفس         | رباب           | حبیب کاووش                     |
| ۱۳۵۶     | سوته‌دلان             | فروغ‌الزمان     | علی حاتمی                      |
| ۱۳۵۵     | شطرنج باد            | خانم کوچک      | محمدرضا اصلانی                 |
| ۱۳۵۵     | شهر شراب             | ننه رقی        | فتح‌الله منوچهری                |
| ۱۳۵۵     | والده آقا مصطفی      | مادر مصطفی     | ناصر محمدی                     |
| ۱۳۵۵     | وقتی که آسمان بشکافد | -              | فتح‌الله منوچهری                |
| ۱۳۵۳     | شازده احتجاب         | فخری           | بهمن فرمان‌آرا                  |
| ۱۳۵۳     | غبارنشین‌ها           | همسر آقای مؤدب | داوود روستایی                  |
| ۱۳۵۲     | بی‌قرار               | فاطمه          | ایرج قادری                     |
| ۱۳۵۲     | خورشید در مرداب      | سمن            | محمد صفار                      |
| ۱۳۵۲     | نفرین                | همسر ارباب     | ناصر تقوایی                    |
| ۱۳۵۱     | حسن سیاه             | شمسی           | پرویز اصانلو                   |
| ۱۳۵۱     | شیر تو شیر           | کبری           | منصور پورمند                   |
| ۱۳۴۹     | آقای هالو            | مهری           | داریوش مهرجویی                 |
| ۱۳۴۹     | طلوع                 | همسر دکتر      | سلیمان میناسیان هراند میناسیان |
| ۱۳۴۴     | زمزمه محبت           | همسر معلم      | امیر شروان                     |
| ۱۳۳۸     | آسمون‌جل              |                | نصرت‌الله وحدت                  |
| ۱۳۳۷     | همه گناهکاریم        |                | عزیزالله رفیعی                 |
| ۱۳۳۷     | جنوب شهر             | عفت            | فرخ غفاری                      |
| ۱۳۳۷     | لات جوانمرد          | فاطی           | مجید محسنی                     |
| ۱۳۳۶     | بهلول                |                | صادق بهرامی                    |
| ۱۳۳۵     | مستشار جزیره         |                | اکبر دست‌ورز جمشید شیبانی       |
| ۱۳۳۴     | برای تو              |                | صادق بهرامی                    |

### مجموعه تلویزیونی
| سال       | نام                            | نقش      | کارگردان                                                    | توضیحات |
| --------- | ------------------------------ | -------- | ----------------------------------------------------------- | --- |
| ۱۳۸۳–۱۳۸۱ | دایره تردید                    | بازیگر   | امیر قویدل                                                  | نقش‌آفرینی در اپیزود «تازه‌کار» شبکه ۱ |
| ۱۳۸۱      | خانه‌ای در تاریکی               | بازیگر   | سعید سلطانی                                                 | شبکه ۳، در نقش مهتاج‌الملوک |
| ۱۳۸۱      | فرمان                          | بازیگر   | مسعود رشیدی                                                 | شبکه ۲، در نقش ملوک خانم |
| ۱۳۸۱      | حامی                           | بازیگر   | بهمن زرین‌پور                                                | شبکه تهران، در نقش رفعت‌الملوک |
| ۱۳۸۱–۱۳۷۸ | روشن‌تر از خاموشی               | بازیگر   | حسن فتحی                                                    | در نقش زینب بیگم (عمهٔ شاه عباس صفوی) صداپیشه: زهره شکوفنده شبکه ۱                                                                                   |
| ۱۳۸۰      | غزل غزل‌ها                      | بازیگر   | هوشنگ توکلی                                                 | شبکه ۱ |
| ۱۳۷۹      | تله‌تئاتر «در پوست شیر»         | بازیگر   | شهره لرستانی                                                | نویسنده: شان اوکیسی شبکه ۴ |
| ۱۳۷۸      | مادر                           | بازیگر   | مسعود فروتن                                                 | صداپیشه: فهیمه راستکار شبکه ۱ |
| ۱۳۷۸–۱۳۷۷ | کت جادویی                      | بازیگر   | محمدحسین لطیفی                                              | شبکه ۳، در نقش مادرزن عماد |
| ۱۳۷۶      | همه فرزندان من                 | بازیگر   | محمد دستگردی                                                | شبکه ۱ |
| ۱۳۷۶      | بافته‌های رنج                   | بازیگر   | مجید بهشتی                                                  | بر اساس رمان بافته‌های رنج اثر علی‌محمد افغانی و به سفارش شبکه ۱ ساخته شد؛ اما پخش نگردید.                                                            |
| ۱۳۷۶–۱۳۷۴ | پهلوانان نمی‌میرند              | بازیگر   | حسن فتحی کارگردان تلویزیونی: بیژن صمصامی                    | در نقش حلیمه خاتون (همسر پهلوان خلیل) صداپیشه: رفعت هاشم‌پور شبکه ۲                                                                                  |
| ۱۳۷۵–۱۳۷۰ | امام علی                       | بازیگر   | داوود میرباقری                                              | در نقش دایه (دایهٔ ولید بن عقبه) صداپیشه: رفعت هاشم‌پور شبکه ۱                                                                                        |
| ۱۳۷۵      | بهشت گم‌شده                     | بازیگر   | کامران قدکچیان                                              | شبکه ۱ |
| ۱۳۷۴      | فرار                           | بازیگر   | رحیم رحیمی‌پور                                               | در ۱۳ قسمت تهیه و پخش شد. |
| ۱۳۷۴      | قصه شب سیما                    | بازیگر   | مسعود فروتن                                                 | اپیزود به سوی زندگی شبکه ۱ |
| ۱۳۷۴      | بر سر دوراهی                   | بازیگر   | مجید بهشتی                                                  | شبکه ۱ |
| ۱۳۷۳      | عاطفه                          | بازیگر   | حسن فتحی                                                    | شبکه ۲ |
| ۱۳۷۳–۱۳۷۲ | باغ گیلاس                      | مرحمت    | مجید بهشتی                                                  | صداپیشه: رفعت هاشم‌پور شبکه ۱ |
| ۱۳۷۱      | نقطهٔ اوج                       | بازیگر   | محمدمهدی عسگرپور                                            | شبکه ۱ |
| ۱۳۷۱      | یک سؤال و چند جواب             | بازیگر   | حسین فردرو                                                  | بخش‌های نمایشی گوناگون با مضمون مسائل آموزشی خانواده‌ها شبکه ۲                                                                                        |
| ۱۳۷۱      | بیا تا گل برافشانیم            | بازیگر   | خسرو ملکان                                                  | |
| ۱۳۶۴–۱۳۶۳ | امیرکبیر                       | بازیگر   | سعید نیک‌پور                                                 | شبکه ۱، در نقش مهدعلیا (مادر ناصرالدین شاه قاجار)                                                                                                   |
| ۱۳۵۶      | تله‌تئاتر «عزیزم تولدت مبارک»   | بازیگر   | ؟                                                           | محمدعلی کشاورز و اسماعیل محرابی هم در آن بازی کرده بودند.                                                                                           |
| ۱۳۵۶      | تله‌تئاتر «مهتابی برای محرومین» | بازیگر   | سعید نیک‌پور                                                 | محمدعلی کشاورز و فیروز بهجت‌محمدی هم در آن بازی کرده بودند.                                                                                          |
| ۱۳۵۲      | تله‌تئاتر «دوزخ»                | بازیگر   | پری صابری                                                   | نویسنده: ژان-پل سارتر. جمیله شیخی، محمدعلی کشاورز و عباس یوسفیانی هم در آن بازی کرده بودند.                                                         |
| ۱۳۴۷      | خانه قمر خانم                  | کارگردان | محمدعلی کشاورز فخری خوروش سهراب اخوان محسن هرندی برهان آزاد | پخش این سریال از مهر ماه سال ۱۳۴۸ آغاز شد و آخرین قسمت آن، شب چهارشنبه ۱۴ مهر ماه ۱۳۵۰ به نمایش درآمد.                                              |
| ۱۳۴۵      | تله‌تئاتر «مرد کوته‌فکر»         | بازیگر   | عزت‌الله انتظامی                                             | در مهرماه ۱۳۴۵ پخش شد و در آن علی نصیریان، محمدعلی کشاورز، عزت‌الله انتظامی و اسماعیل محرابی هم بازی کرده بودند.                                     |
| ۱۳۴۳      | تله‌تئاتر «روشنایی‌های خانهٔ ما»  | بازیگر   | عزت‌الله انتظامی                                             | نویسنده: غلامحسین ساعدی. در اسفندماه ۱۳۴۳ پخش شد و عزت‌الله انتظامی، علی نصیریان و فرزانه تأییدی هم در آن بازی کرده بودند.                           |
| ۱۳۴۳      | تله‌تئاتر «سام نریمان»          | بازیگر   | ؟                                                           | پرویز صیاد، ظفیره داداشیان و فرزانه تأییدی هم در آن بازی کرده بودند.                                                                                |
| ۱۳۴۲      | تله‌تئاتر «حماسهٔ بازگشت»        | بازیگر   | ؟                                                           | فرزانه تأییدی هم در آن بازی کرده بود. |
| ۱۳۴۲      | تله‌تئاتر «پنجره»               | بازیگر   | ؟                                                           | فرزانه تأییدی هم در آن بازی کرده بود. |
| ۱۳۴۱      | تله‌تئاتر «اسب سفید»            | بازیگر   | رکن‌الدین خسروی                                              | جمشید مشایخی، اسماعیل داورفر، جمیله شیخی، منوچهر فرید و رکن‌الدین خسروی هم در آن بازی کرده بودند.                                                    |
| ۱۳۴۰      | تله‌تئاتر «مکتب بیوه‌ها»         | بازیگر   | عزت‌الله انتظامی                                             | نویسنده: ژان کوکتو. در دی ماه ۱۳۴۰ پخش شد و حسن زندی، جمیله شیخی و نصرت پرتوی هم در آن بازی کرده بودند.                                             |
| ۱۳۴۰      | تله‌تئاتر «باد سام»             | بازیگر   | عباس جوانمرد                                                | نویسنده: آوگوست استریندبری در مرداد ماه ۱۳۴۰ پخش شد و در آن نصرت پرتوی، جمشید لایق، اسماعیل داورفر، عباس جوانمرد و ایرج رامین‌فر هم بازی کرده بودند. |
| ۱۳۴۰      | تله‌تئاتر «مزرعه‌های سبز»        | بازیگر   | رکن‌الدین خسروی                                              | محمدعلی کشاورز، جمشید مشایخی، اسماعیل داورفر و فرزانه تأییدی هم در آن بازی کرده بودند.                                                              |
| ۱۳۳۹      | تله‌تئاتر «اسب سیرک»            | بازیگر   | ؟                                                           | عزت‌الله انتظامی، علی نصیریان و جمشید مشایخی هم در آن بازی کرده بودند.                                                                               |
| ۱۳۳۹      | تله‌تئاتر «شب شوم»              | بازیگر   | ؟                                                           | علی نصیریان، جمشید لایق و عزت پریان هم در آن بازی کرده بودند.                                                                                       |
| ۱۳۳۹      | تله‌تئاتر «مارگریت»             | بازیگر   | ؟                                                           | علی نصیریان و اسماعیل شنگله هم در آن بازی کرده بودند.                                                                                               |